# Caranos de Macedònia
Caranos (en llatí Caranus, en grec antic Κάρανος o Καρανός "Káranos" o "Karanós") fou un rei heràclida, (que podria ser un fill de Temen), va governar entre el 808 aC i el 778 aC fundador mític de la Dinastia argèada a finals del segle ix aC. Podria haver estat germà d'Hirneto, Falces, Cerines, Agreu i Arquelau.
La llegenda diu que va anar a Macedònia amb un grup de grecs tot seguint un ramat de cabres i va entrar a la ciutat d'Aigae un dia d'una intensa pluja i una espessa boira, que va impedir que els habitants els veiessin i va ocupar la ciutat. Va recordar una consulta feta a l'Oracle de Delfos, que li havia dit que busqués un imperi allà on el guiessin les cabres. Va donar a la ciutat el nom d'Aigea (αἵγεια de la cabra) en commemoració del fet.
Heròdot dona una versió diferent que sembla que Tucídides va copiar. Diu que el primer rei i fundador del Regne de Macedònia va ser Perdicas I, i no reconeix els seus mítics antecessors. S'ha proposat que les dues tradicions són en essència les mateixes, la d'Heròdot era la més freqüent i la que feia a Caranos fundador de la dinastia era pròpia de la ciutat d'Argos. Els historiadors Diodor de Sicília i Justí el consideren el primer rei històric del Regne de Macedònia.
Pausànies explica perquè els macedonis mai erigien trofeus quan guanyaven una batalla. Diu que Caranos en va erigir un quan va vèncer el seu veí Cisseu, i va arribar un lleó enviat per l'Olimp que el va destruir. Llavors va entendre que havia pres una mala decisió, ja que el trofeu aprofundia l'enemistat dels vençuts.